# テレサ・デ・レオン

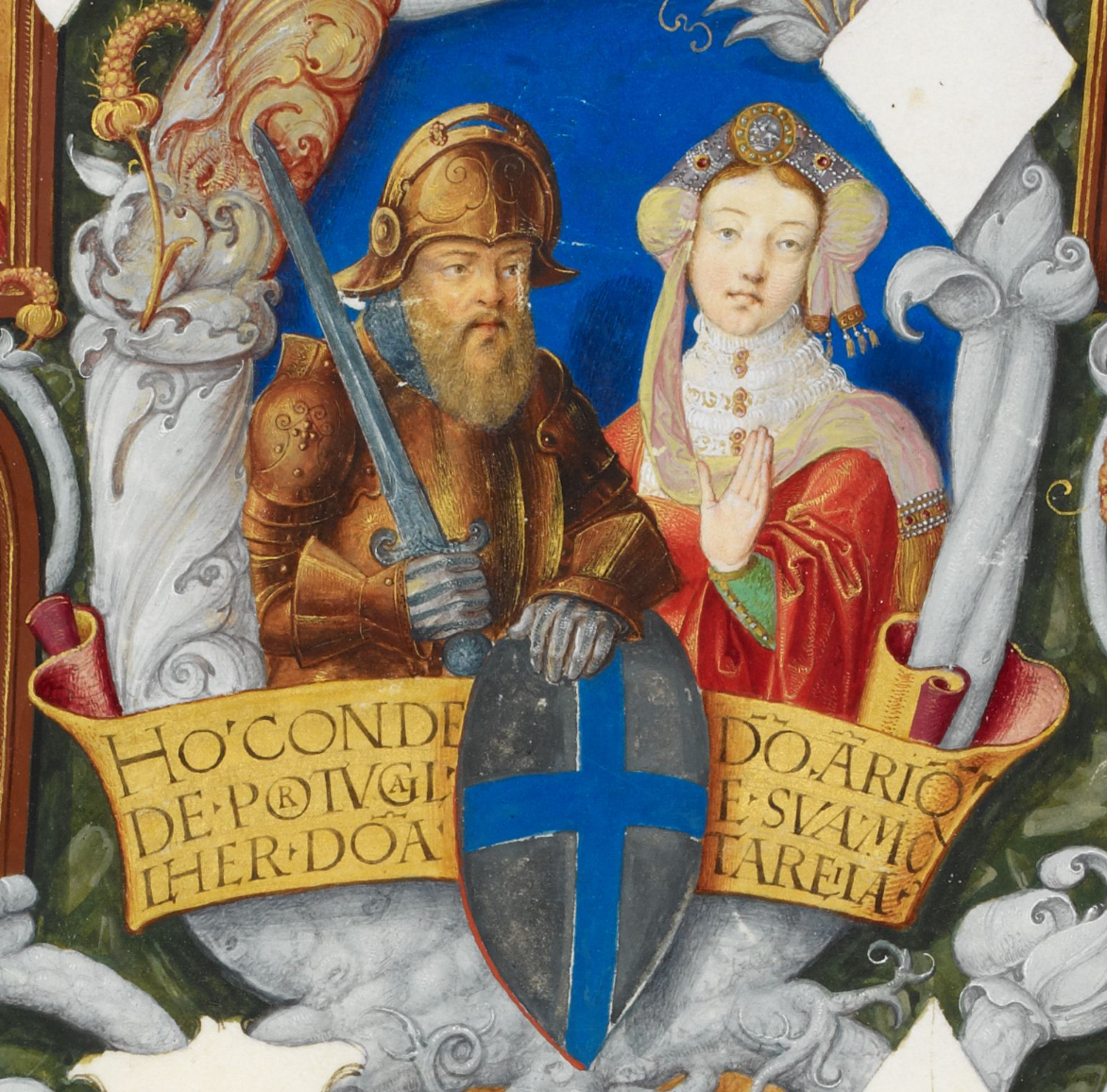
テレサと夫ポルトゥカーレ伯エンリケ（1530年代画）

テレサ・デ・レオン（ポルトガル語表記：Teresa de Leão, スペイン語表記：Teresa de León, 1080年 - 1130年11月11日）は、ポルトゥカーレ伯エンリケの妃。カスティーリャ王アルフォンソ6世と愛妾ヒメナ・ムニョス（シメーナ・モニス）の間に生まれた庶子。

## 生涯
1093年、レコンキスタに参加してイベリア半島へ来ていたエンリケと結婚した。ポルトゥカーレ地方は彼女の持参金の一部で、それによりエンリケはポルトゥカーレ伯となった。
最初、夫エンリケはアルフォンソ6世の臣下であったが、アルフォンソ6世が1109年に亡くなり、嫡女のウラカが王位につくと、領土拡大の野望のためにレオンに侵攻した。エンリケは1112年に死に、テレサは自身と子供たちの保身に努めた。
亡夫との間の息子アフォンソ・エンリケス（のちのポルトガル王アフォンソ1世）が伯領を継承したため、テレサはまだ幼いアフォンソを後見した。彼女は摂政として伯領の支配にあたったが、モンデゴ川から遠くないためにムーア人の再征服に脅かされた。
1116年、領土拡大の野望は息子アフォンソに引き継がれ、テレサは異母妹ウラカと戦った。ポルトゥカーレ、レオン両国軍は1120年に再び会戦した。1121年、テレサは包囲され、カストロ・デ・ランホソ（現ブラガ県の町）で拘束された。これにサンティアゴ・デ・コンポステーラ、ブラガの両大司教が仲介に入り、和平が交渉された。テレサは解放されたが、ポルトゥカーレ伯領はレオン領になった。
テレサは、アフォンソが成年に達しても伯領支配権を取り戻そうとした。5年以上、彼女は愛人のトラバ伯フェルナンド・ペレスと豪勢な暮らしをしていた。これらの振る舞いが、アフォンソや外国出身の十字軍参加者である貴族ら大多数の離反を招いた。1128年、親政を宣言したアフォンソによりテレサの軍はギマランイス近郊で打ち負かされ、身柄を拘束された。テレサは身分を剥奪され、ガリシアの修道院へ入れられた。

## 子女
- ウラカ（1095年頃[3] - 1169年以降） - ベルムド・ペレス・デ・トラバと結婚、子女あり[4]。
- サンチャ（1097年[3] - 1163年） - ブラガンサの騎士サンチョ・ヌネス・デ・セラノバと結婚し、ベラスコ、ギル、フェルナンドおよびテレサの母となった[5]。最初の夫の死後、フェルナンド・メンデス・デ・ブラガンサと再婚したが、子女はいない[6]。
- テレサ（1098年生）[3]
- エンリケ（1106年 - 1110年）
- アフォンソ1世（1109年[7] - 1185年） - ポルトガル王（1139年 - 1185年）

また、トラスタマラ領主フェルナンド・ペレス・デ・トラバとの間に2子が生まれた。
- テレサ・フェルナンデス（1180年没） - ヌーニョ・ペレス・デ・ララ（英語版）と結婚、レオン王フェルナンド2世と再婚[8]。
- サンチャ・フェルナンデス（1181年3月以降没） - 550年以前にアルバロ・ロドリゲス・デ・サリアと結婚、ペドロ・アルフォンソと再婚、ゴンサロ・ルイスと再々婚[9]。